# Quest for Glory: So You Want to Be a Hero
Quest for Glory: So You Want To Be A Hero (укр. У пошуках слави I, спочатку відома, як Hero's Quest: So You Want To Be A Hero або Quest for Glory I: So You Wanna Be A Hero) — гібрид пригодницької відеогри з рольовою, розроблена Лорі Енн Коул (англ. Lori Ann Cole) та видана Sierra On-Line. Перша гра серії Quest for Glory є жанровизначальною, оскільки у ній намагалися поєднати графічну складову пригодницької відеогри з елементами рольової такими, як сила, інтелект, здоров'я тощо. Ці елементи впливають на проходження певної частини гри. Грі притаманна сатира та алюзії.

## Ігровий процес
В оригінальній грі гравцю доводилося набирати команди для героя в спеціальному текстовому вікні, а вже в перевиданій версії 1992 року, гравець обирав мишою зі запропонованих (вкажи й натисни). Як підсумок, діалоги отримали деревоподібну структуру.
Гра рекламувала себе як «три в одній», бо це перша гра Sierra, у котрій була можливість обрати персонажа з трьох класів: воїн, чарівник та злодій. Залежно від класу призначеного героєві, змінюється його екіпірування, а також підхід до виконання тих чи інших завдань, враховуючи класові завдання. Відмінність між класами не була абсолютною — гравець міг керувати здібностями свого героя, що дозволяло виконувати завдання, пов'язані з іншими класами в цій грі.
«У пошуках слави I» продемонструвала реалізм, який рідко трапляється в рольових та інших пригодницьких іграх, навіть у наш час. День та ніч змінюються з плином часу, як і певні декорації. Головний герой мусив постійно їсти та відпочивати, оскільки втомлювався від бігу та боротьби. Уміння покращуються при використанні певних здібностей — чим більше герой використовував магію тим краще ставала його магічна здібність; чим більше герой брав участь у боях, тренуванні або в очищенні стайні барона — тим більше покращувалася його сила, живучість та спритність.
Під час бою можна використовувати різноманітні удари та прийоми або втекти. Бій завжди відбувається в режимі реального часу.

## Сюжет
У долині Шпільбурґ (англ. Spielburg, з нім. Місто ігор) зла велетка-людожерка Баба-Яга прокляла землю та барона, котрий намагався її вигнати. Донька барона зникла, син перетворився на ведмедя, а землі розорені чудовиськами та розбійниками. Шукачеві пригод потрібно вирішити проблеми людей і отримати бажаний титул Героя.
За виконання різноманітних завдань герой отримує досвід, золото, які він може витратити на набуття нового спорядження та здібностей. Гра відкрита — гравець може вільно вивчити всю гру та виконувати завдання в довільному порядку. Другорядні завдання не впливають на проходження гри. Для набуття заповітного титулу необхідно виконати такі завдання:
- звільнити сина барона від прокляття;
- знайти доньку барона та звільнити її;
- перемогти Бабу-Ягу.

Якщо вище згадані завдання будуть виконані, стародавнє пророцтво здійсниться й долина Шпільбурґ повернеться до миру та злагоди, а герой отримає заповітний титул.
Після цього Герой разом із купцем Абдулою Ду і власниками заїжджого двору Шеміном та Шемою вирушають в подорож до міста Шепір (англ. Shapeir) на чарівному килимі, де починаються пригоди вже другої серії — Quest for Glory II: Trial by Fire.

## Розробка
Quest for Glory була не стільки сюжетною, скільки грою про боротьбу та дослідження. Сюжет та навколишнє середовище обиралися з різноманітних казкових джерел.
Багато запланованих функцій було усунено під час розробки через обмежені ресурси та щоби видати гру вчасно. Спочатку планувалося чотири різних раси: гном — злодій, ельф — чарівник, кентавр — лучник і людина, що могла володіти всіма спеціальностями. Також в початковому задумі мав бути великий гоблінський лабіринт. Згадки про нього залишилися на базі гобліна в оригінальній версії гри. Також більшість будинків у самому місті планувалися бути доступними для гравця, а чародії мали змогу отримати прислужників, як у Зари, але, на жаль, це було відкинуто через складнощі з програмуванням.
Спочатку гра була видана під назвою Hero's Quest: So You Want to Be a Hero, проте після перевидання в 1990 році її назву змінили на Quest for Glory: So You Want to Be a Hero через проблеми з товарним знаком настільної гри HeroQuest.
Оригінальна гра мала EGA графіку, а перевидання — VGA. За словами Корі Коула (англ. Corey Cole), одного з розробників та продюсера, розробка оригінальної Quest for Glory коштувала 150 000$. Майже так само, як і перевидання VGA.

Версія VGA. Герой біля шерифа Шпільбурґа
Версія EGA. Герой біля шерифа Шпільбурґа

## Рецензії
Quest for Glory: So You Want to Be a Hero є жанровизначальною грою завдяки своїй суміші пригодницької та рольової ігор.
Журналіст Scorpia з Computer Gaming World заявив, що головоломки в грі були легкими, але все ж цікавими для досвідчених гравців. Чудова графіка та використання чудового гумору й рольових елементів зробили гру «явним переможцем». У 1990 році журнал назвав її пригодницькою грою року, описуючи її, як одну з небагатьох вступних ігор, що буде цікава як новачкам, так і ветеранам пригод. У 1993 Scorpia ще раз зазначив ті ж самі якості гри. У 1996 у тому ж журналі Quest for Glory зайняла 73-тє місце серед найкращих будь-коли створених відеоігор, і 15-те в списку новаторських ігор.
Редактори Macworld вручили Quest for Glory нагороду «Найкраща рольова гра». Стівен Леві (англ. Steven Levy) з журналу назвав гру «більш доброю, м'якою формою рольової гри, що підходить для новачків такого жанру, особливо тих, хто знайомий із пригодницькими іграми». Гра відмінно збалансовує головоломки, ігровий процес та сюжет у той час, коли іноді потрібно багато часу, аби знайти в ній наступний крок.
Майкл Бейкер (англ. Michael Baker) з RPGamer оцінив гру на 3,5 з 5, пишучи що це «частина історії RPGamer, що витримує випробування часом». Тайлер Вілліс (англ. Tyler Willis) з RPGamer дав грі 4 з 5 зірок, високо оцінив індивідуальність і подання ігрових місцевостей та персонажів. Річард Коббет (англ. Richard Cobbett) для PC Gamer зазначив, що його особисті враження від гри «майже всі» позитивні, особливо після перевидання VGA, завдяки чудовій пригоді та захопливому ігровому світу.
За словами Корі Коула (англ. Corey Cole), гра стала однією з найшвидших за продажами серед ігор компанії Sierra, подолавши відмітку в 250 000 копій за перші роки.

## Композиції
Ці композиції засновані на оригінальному випуску EGA пригодницької гри Hero's Quest
1. Main Title Theme & Character Selection
2. Spielburg (Hero's Tale Inn)
3. Hero's March
4. Zara's Magic Shop
5. The Thief
6. The Music Box
7. Erana's Peace
8. Enry the 'ermit
9. Battle Theme #1
10. Battle Theme #2
11. Stable Work Medley
12. The Healer
13. The Graveyard
14. Goblins Camp & The Dryad
15. Fairy Ring Medley
16. The Tavern
17. Baba Yaga
18. Erasmus' Castle
19. Kobold Cave
20. Freeing The Baronet
21. The Baron's Castle
22. Yorrick
23. Closing Medley